# Being Tom Cruise
"The Church of Scientology Presents: Being Tom Cruise, Why Scientology Isn't In Any Way Mental" é um documentário satírico que parodia a vida de Tom Cruise e seu vínculo com a Igreja de Cientologia. Este é o segundo episódio da segunda temporada de Star Stories, sendo exibido pela primeira vez no Channel 4 em 2 de agosto de 2007. O programa relata o período em que Cruise convive com um grupo inicial de amigos atores, além de abordar sua introdução à Cientologia por John Travolta, que o persuade a se juntar à organização ao acertá-lo na cabeça com uma pá. Durante esse período, ele conhece Nicole Kidman e estabelecem um relacionamento. Na sequência, o programa também narra o namoro de Cruise com Penélope Cruz e seu casamento com Katie Holmes, a quem foi apresentado por Travolta. O episódio conclui com uma narração que encoraja os espectadores a visitarem um site da Cientologia e adquirirem produtos de alto custo.
A direção do programa ficou a cargo de Elliot Hegarty, com o roteiro sendo desenvolvido por Lee Hupfield, Bert Tyler-Moore e George Jeffrie. O ator britânico Kevin Bishop assumiu o papel de Tom Cruise, enquanto Steve Edge interpretou John Travolta. Além disso, o episódio contou com Dolly Wells no papel de Nicole Kidman e Laura Patch como Katie Holmes.
"Being Tom Cruise" foi bem recebido pela crítica, com o The Guardian e o Evening Times o destacando como "a escolha do dia". O The Daily Mirror o descreveu como uma "brilhante paródia", enquanto o The Sunday Times como uma "comédia tão expansiva que mal cabe na tela, proporcionando um divertimento inegável". O Herald Sun o chamou de uma "paródia implacável, mas precisa".

## Enredo
A paródia de Tom Cruise é contextualizada a partir de sua ligação com a Igreja da Cientologia. Entretanto, o programa começa narrando os primeiros dias do ator com um grupo conhecido como Brat Pack, incluindo seus relacionamentos com os irmãos Emilio Estevez e Charlie Sheen, Kiefer Sutherland, assim como com Patrick Swayze. Durante as filmagens de Top Gun, Cruise expressa preocupação em parecer "um pouco gay" ao lado de seus colegas de elenco, que posteriormente se transformam no Village People. Além disso, ele recebe conselhos de guias espirituais com sotaque galês. Cruise é então introduzido à Cientologia por John Travolta, que a apresenta como uma "religião legítima baseada em raças alienígenas". Cruise concorda em se juntar à igreja após ser persuadido por Travolta, que o convence da validade da religião ao acertá-lo na cabeça com uma pá. Por fim, Ewan McGregor tenta convencer ele a adotar a metodologia Jedi.
Enquanto isso, Nicole Kidman decide imigrar para os Estados Unidos e casar-se com Cruise com o objetivo de se tornarem figuras proeminentes em Hollywood. Quando Cruise conhece Kidman, solicita que ela se sente para parecer mais alto. Posteriormente, ele pergunta a Kidman como pode demonstrar que não é gay, e ela sugere que façam o filme De Olhos Bem Fechados. Stanley Kubrick então é retratado como um diretor de cinema controverso, e o programa mostra uma crítica negativa ao filme em um jornal. Mais tarde, Cruise recebe uma ligação de Sam Neill revelando um plano de Kidman, o que leva ao divórcio do casal.
O programa segue retratando o relacionamento de Cruise com Penélope Cruz, que é mostrada usando uma mantilha. Posteriormente, Travolta apresenta Cruise à sua terceira esposa, Katie Holmes, retratada como uma esposa robótica estilo Stepford. No primeiro encontro deles, Holmes diz a Cruise: "Saudações, terráqueo, estou aqui para servi-lo". Após Cruise propor casamento, Holmes responde: "Afirmativo". O episódio também satiriza o incidente em que Cruise pulou no sofá no The Oprah Winfrey Show, além do casamento de Cruise e Holmes, no qual figuras de noivos alienígenas são exibidas no topo do bolo. No final, uma narração incentiva os espectadores a visitarem scientologyisgreat.com e adquirirem quatro libras em livros.

## Produção
A produção da segunda temporada de Star Stories foi anunciada pelo Channel 4 em janeiro de 2007. Além de Tom Cruise, outros alvos de paródia incluíam Simon Cowell, Britney Spears e "a batalha das paradas na década de 1990 entre Oasis e Blur". O episódio sobre Cruise foi o segundo da segunda temporada de Star Stories, sendo transmitido pela primeira vez no Channel 4 em 2 de agosto de 2007. Em seu site, a emissora promoveu o episódio com a seguinte descrição: "O menor ator de Hollywood (depois de Danny DeVito) discorre sobre alienígenas do espaço sideral e as melhores escolhas de carreira de todos os tempos."

### Elenco
A direção do programa ficou a cargo de Elliot Hegarty, com o roteiro sendo desenvolvido por Lee Hupfield, Bert Tyler-Moore e George Jeffrie. O ator britânico Kevin Bishop assumiu o papel de Tom Cruise, enquanto Steve Edge interpretou John Travolta. O elenco também contou com a participação de Dolly Wells, Laura Patch, Rhys Thomas, Daisy Beaumont, Thaila Zucchi, Tom Meeten e Tom Basden.

### Questões legais
Diversas publicações abordaram as potenciais implicações legais de parodiar tanto Tom Cruise quanto a Cientologia. "Dada a reação veemente da Igreja de Cientologia a qualquer crítica ou zombaria, os integrantes de Star Stories certamente se encontrarão na linha de fogo", escreveu Barry McDonald, do Evening Times. Uma resenha no The Sunday Times comentou: "Arriscando suas carreiras, a equipe de Star Stories enfrenta o notoriamente litigioso Tom Cruise... Os advogados ainda devem estar se recuperando após assistirem ao episódio."
Em uma entrevista ao The Northern Echo, o ator de Star Stories, Kevin Bishop, abordou as questões legais envolvidas na criação da série, destacando que, em algumas ocasiões, foi necessário regravar cenas devido a alterações no roteiro. Segundo Bishop, a única razão pela qual a equipe da série não foi processada é que "na verdade, ela não disse nada que tecnicamente não pudesse dizer." Em uma entrevista de 2009 ao The Independent, ele relatou uma experiência em que entregou uma cópia do programa a produtores de televisão nos Estados Unidos. De acordo com Bishop, a reação dos produtores foi de espanto por se tratar de uma sátira de Tom Cruise e da Cientologia.

## Repercussão
O The Guardian e o Evening Times destacaram a paródia de Star Stories como "a escolha do dia". Martin Skeggs, do The Guardian, comentou: "Há tudo o que você sempre quis saber sobre a maior estrela de cinema do mundo, incluindo como ele foi introduzido à Cientologia (John Travolta acertou-o na cabeça com uma pá), a vez em que conheceu Nicole Kidman e pediu a ela para se sentar para que ele parecesse mais alto". Ele caracterizou a paródia como "uma versão atenuada da vida real". Barry McDonald, do Evening Times, descreveu o episódio como "igualmente cruel e hilariantemente engraçado", e observou: "Este é tão próximo de um programa obrigatório quanto você provavelmente verá, e serve como um testemunho da qualidade da escrita de comédia apresentada." Em uma revisão subsequente do programa para o mesmo periódico, quando foi exibido em reprises, McDonald afirmou: "Não importa quantas vezes tenha sido transmitido antes, este é um dos programas que você simplesmente precisa assistir novamente". Aidan Smith, do Scotland on Sunday, escreveu de forma favorável sobre o programa, observando: "Corajosamente, considerando o quão paranoicos os cientologistas podem ser, o alvo mais recente foi Tom Cruise. Achei particularmente divertida a cena em que o pequeno gigante da tela se balançou, estilo Missão Impossível, sobre Nicole Kidman enquanto ela tomava uma bebida de uma latinha, como uma típica Sheila."
O Daily Mirror elogiou o programa como "extremamente engraçado", e uma revisão do periódico comentou: "Se você deseja assistir a uma brilhante paródia sobre a fé de Tom Cruise na Cientologia e seu relacionamento com Katie Holmes, não há necessidade de procurar além de Star Stories no C4." A crítica acrescentou: "É tão absurdo que até mesmo Tom vai rir." O australiano Advertiser descreveu Star Stories como "uma paródia surpreendentemente divertida de estrelas de cinema e grupos pop", e observou sobre o título do episódio: "O episódio desta semana é intitulado 'Being Tom Cruise, Why Scientology Isn't In Any Way Mental', o que dá uma ideia do humor abordado." O The Sunday Times observou: "Justo quando se pensava que poderia passar uma semana sem ver uma menção aos Beckhams, surge um documentário sobre os melhores amigos deles, a marca Tom Cruise, conforme registrado pelos escritores menos reverentes e sósias menos convincentes do planeta. Os cientologistas podem preferir algo no canal Sci-fi." Victoria Segal, Sally Kinnes e Sarah Dempster, do mesmo periódico, destacaram o episódio em sua coluna "Escolha dos Críticos". Elas observaram que os produtores do programa "apresentam seu próprio relato de sua carreira, vida amorosa e religião: Tudo gira em torno de alienígenas. A comédia é tão expansiva que quase ultrapassa os limites da tela, proporcionando diversão inegável."
Cameron Adams, do Herald Sun, destacou o programa como sua "principal escolha" e observou: "Esta paródia implacável, mas precisa, recria a vida e carreira de Cruise através de fofocas de Hollywood, rumores e exageros (como seu pai ser um anão, Katie Holmes ser um robô, e Nicole Kidman ser uma bebedora de cerveja 'bogan'), oferecendo um contraste com todas as entrevistas que ele já concedeu." Em sua análise para o The Newcastle Herald, Anita Beaumont comentou: "Embora seja uma bobagem genuína, é suficientemente divertida para animar uma noite de TV que poderia ser monótona. O Sunday Mirror descreveu o programa como "tão sutil quanto um martelo". Simon Hoggart, do The Spectator, caracterizou o programa como "um festival magnificamente exagerado contra a cultura de celebridades".